# BMTウェスト・エンド線
BMTウェスト・エンド線（BMT West End Line）はブルックリン区ボロー・パーク、ニュー・ユトレヒト、バス・ビーチおよびコニ―アイランドを走るニューヨーク市地下鉄Bディビジョンの路線である。D系統が終日全線を運行している。中央に急行線が敷かれた3線の路線で、急行停車駅も3駅あるが、現在は急行の定期列車は運行されていない。 
開業前には地上をウェスト・エンド地上線が走っており、これを高架化したのが本線である。ニュー・ユトレヒト・アベニュー線と呼ばれることもあった。

## 歴史
ウェスト・エンド線は元々はコニーアイランドへの地上路線で、ブルックリン・バス・アンド・コニー・アイランド鉄道（BB&CI）の路線であった。デュアル・コントラクツ時代の1913年にニュー・ユトレヒト・アベニュー、86丁目、スティルウェル・アベニューの上を通り62丁目駅に至る高架線が建設され、1916年6月25日に開業した。その後、1917年7月21日にコニー・アイランド駅まで全通した。BB&CIが持っていた地上線の路線運行権は維持され、各駅停車で路面電車の運行が行われた。

### 運行パターン

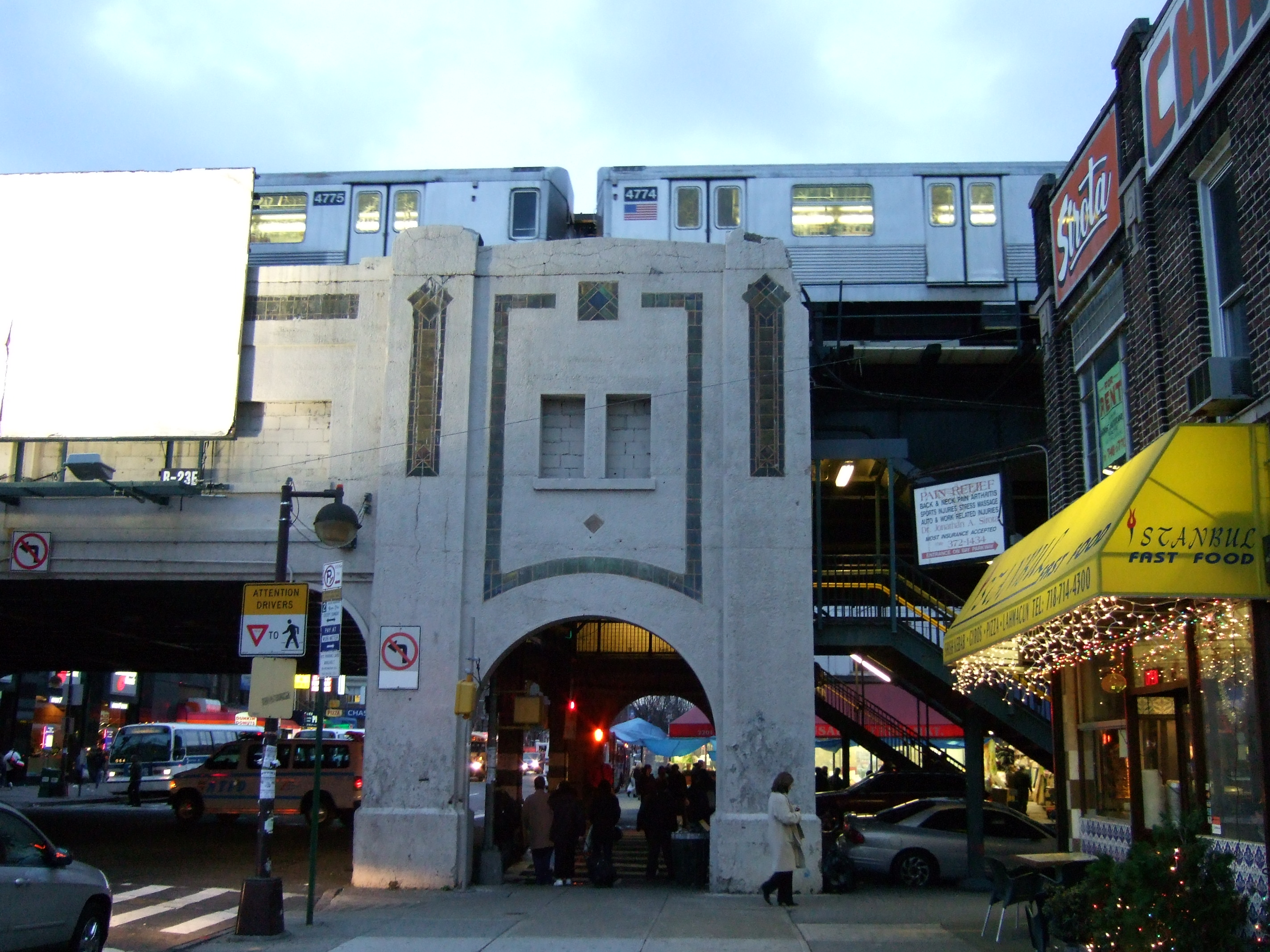
86丁目の上を通る高架線（ベイ・パークウェイ駅）

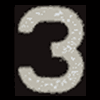
BMTトリプレックスに描かれた路線標記

| 運行系統 | 時間帯 | 走行区間 |
| -------- | ------ | -------- |
|          | 終日   | 全線     |

## マイルポストの表記
ウェスト・エンド線はBMT Dであるが、運行系統のD系統とは何の関係もない。

## 駅一覧
| 地区                                              | バリアフリー・アクセス                            | 駅名                                              | 停車列車                                          | 運行系統                                          | 開業                                              | 乗換・備考                                                           |
| BMT4番街線から分岐 (D )                           | BMT4番街線から分岐 (D )                           | BMT4番街線から分岐 (D )                           | BMT4番街線から分岐 (D )                           | BMT4番街線から分岐 (D )                           | BMT4番街線から分岐 (D )                           | BMT4番街線から分岐 (D )                                              |
| 急行線 始点（定期列車なし）                       | 急行線 始点（定期列車なし）                       | 急行線 始点（定期列車なし）                       | 急行線 始点（定期列車なし）                       | 急行線 始点（定期列車なし）                       | 急行線 始点（定期列車なし）                       | 急行線 始点（定期列車なし）                                          |
| 旧BMTカルバー線との連絡線（定期列車なし）         | 旧BMTカルバー線との連絡線（定期列車なし）         | 旧BMTカルバー線との連絡線（定期列車なし）         | 旧BMTカルバー線との連絡線（定期列車なし）         | 旧BMTカルバー線との連絡線（定期列車なし）         | 旧BMTカルバー線との連絡線（定期列車なし）         | 旧BMTカルバー線との連絡線（定期列車なし）                            |
| 36丁目-38丁目車両基地との連絡線（緩行線から分岐） | 36丁目-38丁目車両基地との連絡線（緩行線から分岐） | 36丁目-38丁目車両基地との連絡線（緩行線から分岐） | 36丁目-38丁目車両基地との連絡線（緩行線から分岐） | 36丁目-38丁目車両基地との連絡線（緩行線から分岐） | 36丁目-38丁目車両基地との連絡線（緩行線から分岐） | 36丁目-38丁目車両基地との連絡線（緩行線から分岐）                    |
| ------------------------------------------------- | ------------------------------------------------- | ------------------------------------------------- | ------------------------------------------------- | ------------------------------------------------- | ------------------------------------------------- | -------------------------------------------------------------------- |
| サンセット・パーク                                |                                                   | 9番街駅                                           | 全列車                                            | D                                                 | 1916年6月24日                                     | 旧BMTカルバー線との乗換駅                                            |
| ボロー・パーク                                    |                                                   | フォート・ハミルトン・パークウェイ駅              | 各駅停車                                          | D                                                 | 1916年6月24日                                     |                                                                      |
| ボロー・パーク                                    |                                                   | 50丁目駅                                          | 各駅停車                                          | D                                                 | 1916年6月24日                                     |                                                                      |
| ボロー・パーク                                    |                                                   | 55丁目駅                                          | 各駅停車                                          | D                                                 | 1916年6月24日                                     |                                                                      |
| ベンソンハースト                                  |                                                   | 62丁目駅                                          | 全列車                                            | D                                                 | 1916年9月15日                                     | ニュー・ユトレヒト・アベニュー駅でBMTシー・ビーチ線 (N W )に乗り換え |
| ベンソンハースト                                  |                                                   | 71丁目駅                                          | 各駅停車                                          | D                                                 | 1916年9月15日                                     |                                                                      |
| ベンソンハースト                                  |                                                   | 79丁目駅                                          | 各駅停車                                          | D                                                 | 1916年9月15日                                     |                                                                      |
| ベンソンハースト                                  |                                                   | 18番街駅                                          | 各駅停車                                          | D                                                 | 1916年9月15日                                     |                                                                      |
| ベンソンハースト                                  |                                                   | 20番街駅                                          | 各駅停車                                          | D                                                 | 1916年12月29日                                    |                                                                      |
| ベンソンハースト                                  | バリアフリー・アクセス                            | ペイ・パークウェイ駅                              | 全列車                                            | D                                                 | 1916年12月29日                                    |                                                                      |
| ベンソンハースト                                  |                                                   | 25番街駅                                          | 各駅停車                                          | D                                                 | 1916年12月29日                                    |                                                                      |
| コニーアイランド車両基地への連絡線                |                                                   |                                                   |                                                   |                                                   |                                                   |                                                                      |
| グレーブセンド                                    |                                                   | ベイ50丁目駅                                      | 各駅停車                                          | D                                                 | 1917年12月21日                                    |                                                                      |
| コニーアイランド車両基地への連絡線                |                                                   |                                                   |                                                   |                                                   |                                                   |                                                                      |
| 急行線 終点                                       |                                                   |                                                   |                                                   |                                                   |                                                   |                                                                      |
| コニーアイランド                                  | バリアフリー・アクセス                            | コニー・アイランド-スティルウェル・アベニュー駅   | 全列車                                            | D                                                 | 1918年12月23日                                    | BMTブライトン線 (Q ) INDカルバー線 (F <F>) BMTシー・ビーチ線 (N )    |

## ポップカルチャーにて
ウェスト・エンド線は数々の映画やテレビドラマに登場している。
- 1971年の映画『フレンチ・コネクション』の有名な追跡シーン（地下鉄で逃亡する犯人を、その下を走る道路に沿って車で追跡する）はウェスト・エンド線で撮影された[4]。
- 1977年の映画『サタデー・ナイト・フィーバー』ではジョン・トラボルタ扮するトニー・マネロがウェスト・エンド線下の86丁目を歩くシーンが登場する[4]。
- 1975年のテレビドラマ『Welcome Back』のオープニング・クレジットにもウェスト・エンド線が登場する[5]。